# Friedhof Frauenberg

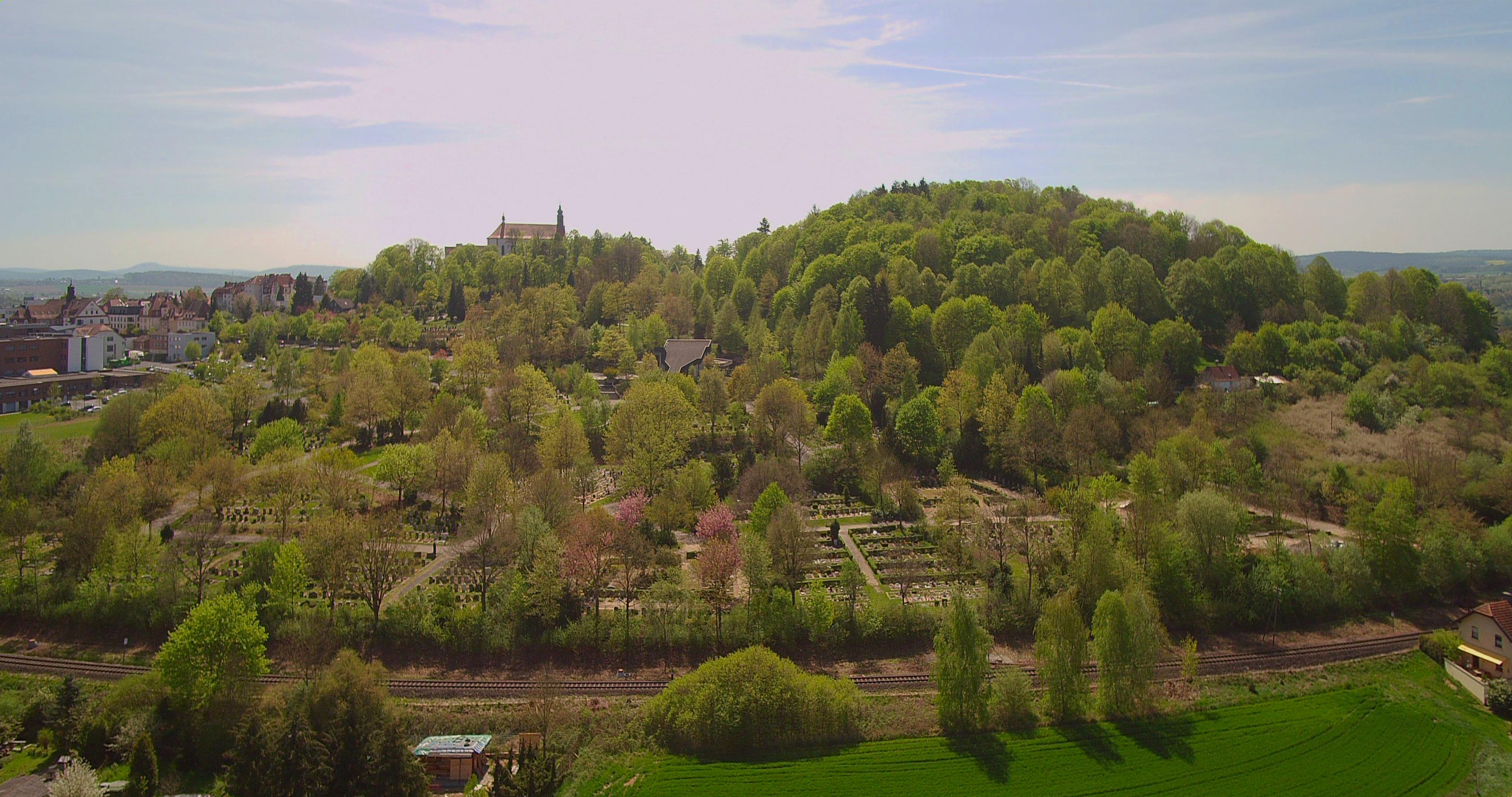
Friedhof Frauenberg (Bildmitte die Aussegnungshalle) rechts der Kalvarienberg

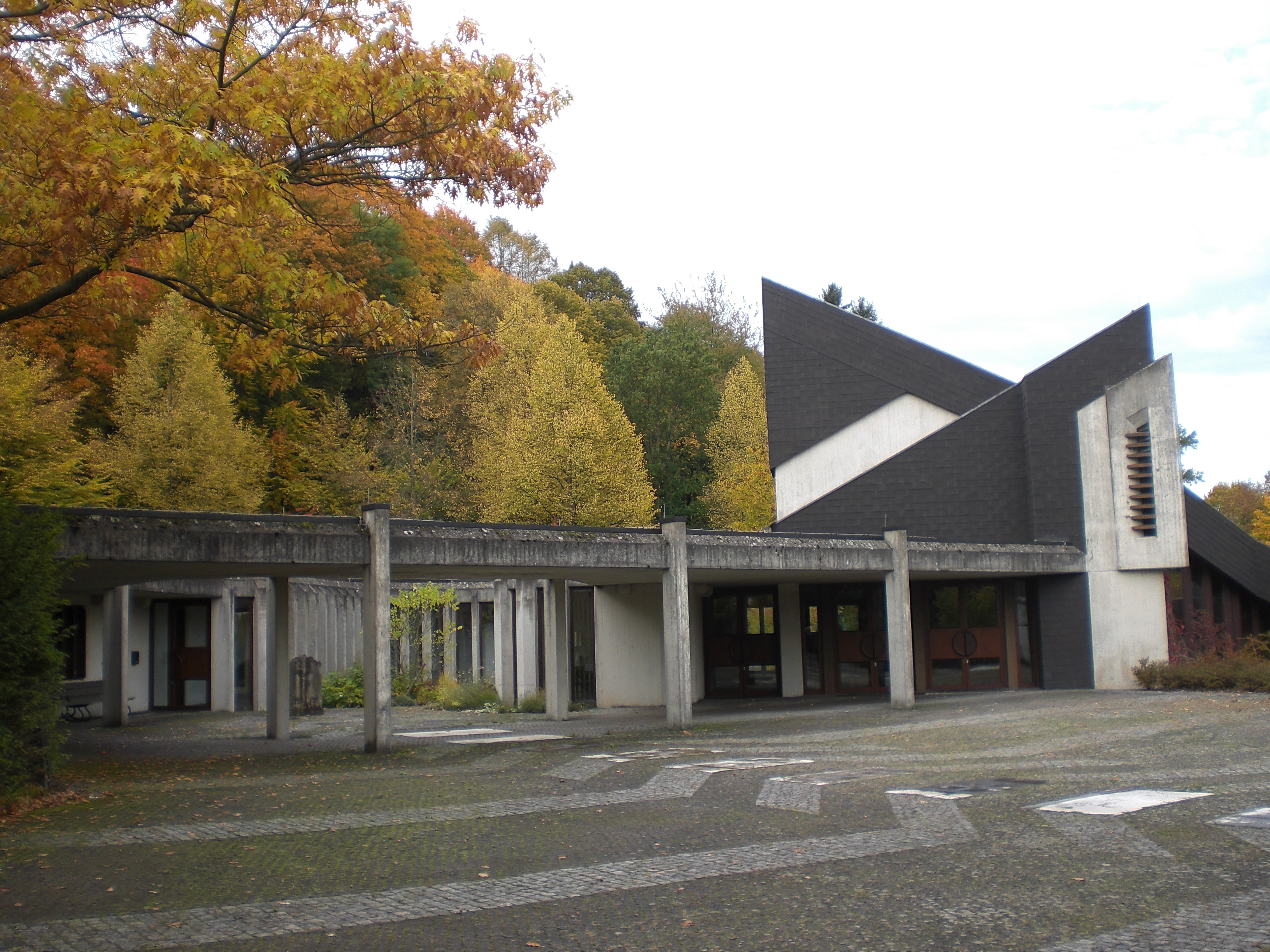
Die Friedhofskapelle am Friedhof mit Vorplatz

Der Friedhof Frauenberg ist ein städtischer Friedhof in Fulda am Nordhang des Kalvarienbergs unterhalb des Klosters Frauenberg.
Der Friedhof wurde 1894 ursprünglich als Friedhof der damals selbstständigen Gemeinde Horas westlich des Ortes, zwischen dem Kalvarienberg und dem Klosterberg angelegt.
Erweiterungen erfolgten hangabwärts bis an die Regional-Bahnstrecke Fulda-Gießen.
Auf einer Fläche von 96.474 Quadratmetern bietet er Platz für 5700 Grabstätten.
Das Friedhofskreuz aus der Zeit kurz nach Eröffnung des Friedhofs wird als schlichtes Kreuz beschrieben und ist ein Kulturdenkmal nach dem hessischen Denkmalschutzgesetz.

## Bekannte Bestattete
- Anton Storch (1892–1975), Politiker, in Fulda geboren. Bundesminister für Arbeit von 1949–1957.
- Heinrich Beck (1911–1986) (CDU-Politiker), 1946 bis 1972 war er Landrat in Hünfeld und Mitglied des Hessischen Landtages.
- Alfred Dregger (1920–2002), Politiker, 1956–1970 Oberbürgermeister von Fulda, 1982–1991 Vorsitzender der CDU/CSU-Bundestagsfraktion